# The Cloisters
The Cloisters è un museo sito a Fort Tryon Park, sull'isola di Manhattan: si tratta di una sede distaccata del Metropolitan Museum of Art dedicata esclusivamente all'arte medievale.

## Progetto
Fu realizzato per un'idea di William R. Valentiner, talentuoso curatore di origine tedesca della sezione Arti decorative al Metropolitan Museum, e grazie alle cospicue donazioni di John Davison Rockefeller jr, uno dei principali benefattori del Met. Dal 1927 vengono raccolte parti di chiese e monasteri da tutta Europa e radunate a Manhattan.
Completato più di dieci anni dopo, nel 1938, the Cloisters è un edificio del museo dedicato esclusivamente ad ospitare l'arte medievale, situato nel Fort Tryon Park. La collezione esposta originariamente era quella di un precedente e diverso museo, raccolta da George Grey Barnard e acquistata in toto da Rockefeller nel 1925 per donarla al Met.

## Il nome
The Cloisters (It. I Chiostri) prende questo nome dai cinque chiostri medievali spagnoli e francesi la cui struttura, dopo essere stata trasportata negli Stati Uniti, recuperata e restaurata, è stata incorporata nella moderna costruzione del museo. La collezione esposta ospita molti oggetti di eccezionale bellezza e rilevanza storica.

## Opere principali
- Cloisters Cross